# Takashi Nagao
Takashi Nagao (長尾 隆史, Nagao Takashi, né le 31 août 1957) est un athlète japonais, spécialiste du 400 mètres haies.

## Biographie
Il remporte la médaille d'or du 400 m haies lors des Championnats d'Asie 1981, à Tokyo, et s'impose par ailleurs lors des Jeux asiatiques de 1982 à New Delhi. 

### Palmarès
| Date | Compétition         | Lieu      | Résultat | Épreuve     | Performance |
| ---- | ------------------- | --------- | -------- | ----------- | ----------- |
| 1978 | Jeux asiatiques     | Bangkok   | 2e       | 400 m haies | 50 s 98     |
| 1979 | Championnats d'Asie | Tokyo     | 2e       | 400 m haies | 51 s 53     |
| 1981 | Championnats d'Asie | Tokyo     | 1er      | 400 m haies | 50 s 32     |
| 1982 | Jeux asiatiques     | New Delhi | 1er      | 400 m haies | 50 s 60     |

### Records
| Épreuve     | Performance | Lieu  | Date              |
| ----------- | ----------- | ----- | ----------------- |
| 400 m haies | 49 s 59     | Tokyo | 25 septembre 1978 |